# Treat Conrad Huey
Treat Conrad Huey (* 28. srpna 1985 Washington) je bývalý filipínský profesionální tenista, deblový specialista. V kariéře vyhrál na okruhu ATP World Tour osm deblových turnajů. Na challengerech ATP získal dvacet jedna titulů a na okruhu ITF osm titulů ve čtyřhře.
Na žebříčku ATP byl ve dvouhře nejvýše klasifikován v listopadu 2009 na 689. místě a ve čtyřhře v červenci 2016 na 18. místě. 
Do čtyřhry nastoupil s více spoluhráči, mezi jinými se Somdevem Devvarmanem, Brianem Battistonem, Jeffem Coetzee, Harshem Mankadem a Dominicem Inglotem.
V grandslamové čtyřhře se probojoval do třetího kola na US Open 2011, French Open 2012 a ve Wimbledonu 2013.
V létě 2023 ukončil sportovní kariéru.

## Finálové účasti na turnajích ATP World Tour
| Legenda (před/od 2009)                                     |
| D – dvouhra; Č – čtyřhra                                   |
| Grand Slam (0–0)                                           |
| Tennis Masters Cup / ATP World Tour Finals (0–0)           |
| ATP Masters Series / ATP World Tour Masters 1000 (0–1 Č)   |
| ATP International Series Gold / ATP World Tour 500 (3–1 Č) |
| ATP International Series / ATP World Tour 250 (5–8 Č)      |

### Čtyřhra: 18 (8–10)
| Stav      | Č.  | Datum         | Turnaj                         | Povrch    | Spoluhráč            | Vítězové                             | Výsledek                   |
| --------- | --- | ------------- | ------------------------------ | --------- | -------------------- | ------------------------------------ | -------------------------- |
| Finalista | 1.  | červenec 2011 | Los Angeles, Spojené státy     | tvrdý     | Somdev Devvarman     | Mark Knowles Xavier Malisse          | 7–63, 7–610                |
| Finalista | 2.  | duben 2012    | Houston, Spojené státy         | antuka    | Dominic Inglot       | James Blake Sam Querrey              | 7–614, 6–4                 |
| Finalista | 3.  | červen 2012   | Halle, Německo                 | tráva     | Scott Lipsky         | Ajsám Kúreší Jean-Julien Rojer       | 3–6, 4–6                   |
| Vítěz     | 1.  | srpen 2012    | Washington, Spojené státy      | tvrdý     | Dominic Inglot       | Kevin Anderson Sam Querrey           | 7–6(7–5), 6–7(7–9), [10–5] |
| Finalista | 4.  | říjen 2012    | Basilej, Švýcarsko             | tvrdý (h) | Dominic Inglot       | Daniel Nestor Nenad Zimonjić         | 5–7, 7–6(7–4), [5–10]      |
| Finalista | 5.  | březen 2013   | Indian Wells, Spojené státy    | tvrdý     | Jerzy Janowicz       | Bob Bryan Mike Bryan                 | 3–6, 6–3, [6–10]           |
| Finalista | 6.  | květen 2013   | Düsseldorf, Německo            | antuka    | Dominic Inglot       | Andre Begemann Martin Emmrich        | 5–7, 2–6                   |
| Finalista | 7.  | srpen 2013    | Winston-Salem, Spojené státy   | tvrdý     | Dominic Inglot       | Daniel Nestor Leander Paes           | 6–7(10–12), 5–7            |
| Vítěz     | 2.  | říjen 2013    | Basilej, Švýcarsko (2)         | tvrdý (h) | Dominic Inglot       | Julian Knowle Oliver Marach          | 6–3, 3–6, [10–4]           |
| Vítěz     | 3.  | červen 2014   | Eastbourne, Spojené království | tráva     | Dominic Inglot       | Alexander Peya Bruno Soares          | 7–5, 5–7, [10–8]           |
| Finalista | 8.  | říjen 2014    | Stockholm, Švédsko             | tvrdý (h) | Jack Sock            | Eric Butorac Raven Klaasen           | 4–6, 3–6                   |
| Finalista | 9.  | duben 2015    | Houston, Spojené státy (2)     | antuka    | Scott Lipsky         | Ričardas Berankis Teimuraz Gabašvili | 4–6, 4–6                   |
| Vítěz     | 4.  | květen 2015   | Estoril, Portugalsko           | antuka    | Scott Lipsky         | Marc López David Marrero             | 6–1, 6–4                   |
| Vítěz     | 5.  | září 2015     | Petrohrad, Rusko               | tvrdý     | Henri Kontinen       | Julian Knowle Alexander Peya         | 7–5, 6–3                   |
| Vítěz     | 6.  | říjen 2015    | Kuala Lumpur, Malajsie         | tvrdý (h) | Henri Kontinen       | Raven Klaasen Rajeev Ram             | 7–6(7–4), 6–2              |
| Vítěz     | 7.  | únor 2016     | Acapulco, Mexiko               | tvrdý     | Max Mirnyj           | Alexander Peya Philipp Petzschner    | 7–6(7–5), 6–3              |
| Finalista | 10. | únor 2017     | Delray Beach, Spojené státy    | tvrdý     | Max Mirnyj           | Raven Klaasen Rajeev Ram             | 7–5, 7–5                   |
| Vítěz     | 8.  | srpen 2017    | Los Cabos, Mexiko              | tvrdý     | Juan Sebastián Cabal | Roberto Maytín Sergio Galdós         | 6–2, 6–3                   |

## Tituly na challengerech ATP
| Legenda – tituly   |
| ------------------ |
| Challengery (21 Č) |
| Futures (8 Č)      |

### Čtyřhra (29 titulů)
| Č.  | Datum         | Turnaj                         | Povrch    | Spoluhráč          | Soupeři ve finále                    | Výsledek                     |
| --- | ------------- | ------------------------------ | --------- | ------------------ | ------------------------------------ | ---------------------------- |
| 1.  | červenec 2005 | Buffalo, Spojené státy         | antuka    | Izak van der Merwe | Tres Davis Nicholas Monroe           | 6–3, 6–4                     |
| 2.  | leden 2007    | Tampa, Spojené státy           | tvrdý     | Somdev Devvarman   | James Cerretani Antonio Ruiz-Rosales | 6–0, 7–6(9–7)                |
| 3.  | leden 2008    | Wesley Chapel, Spojené státy   | tvrdý     | Somdev Devvarman   | Ladislav Chramosta Daniel Lustig     | 6–2, 6–2                     |
| 4.  | červen 2008   | Rochester, Spojené státy       | antuka    | Somdev Devvarman   | Bryan Koniecko Justin Kronauge       | 6–1, 4–6, [12–10]            |
| 5.  | červenec 2008 | Pittsburgh, Spojené státy      | antuka    | Somdev Devvarman   | Adam El Mihdawy Rhyne Williams       | 6–3, 6–2                     |
| 6.  | srpen 2008    | Guayaquil, Ekvádor             | tvrdý     | Luigi D'Agord      | Austin Karosi Shane La Porte         | 6–2, 6–1                     |
| 7.  | květen 2009   | Vero Beach, Spojené státy      | antuka    | Greg Ouellette     | Andrea Falgheri Stefano Ianni        | 6–2, 6–2                     |
| 8.  | červen 2009   | Sacramento, Spojené státy      | tvrdý     | Lester Cook        | Andrew Coelho Adam Feeney            | 6–4, 3–6, [10–2]             |
| 9.  | září 2009     | Sevilla, Španělsko             | antuka    | Harsh Mankad       | Alberto Brizzi Simone Vagnozzi       | 6–1, 7–5                     |
| 10. | říjen 2009    | Tiburon, Spojené státy         | tvrdý     | Harsh Mankad       | Ilija Bozoljac Dušan Vemić           | 6–4, 6–4                     |
| 11. | srpen 2010    | Vancouver, Kanada              | tvrdý     | Dominic Inglot     | Ryan Harrison Jesse Levine           | 6–4, 7–5                     |
| 12. | srpen 2010    | Binghamton, Spojené státy      | tvrdý     | Dominic Inglot     | Scott Lipsky David Martin            | 5–7, 7–6(7–2), [10–8]        |
| 13. | listopad 2010 | Tojota, Japonsko               | koberec   | Purav Radža        | Tasuku Iwami Hiroki Kondo            | 6–1, 6–2                     |
| 14. | únor 2011     | Meknes, Maroko                 | antuka    | Simone Vagnozzi    | Alessio di Mauro Alessandro Motti    | 6–1, 6–2                     |
| 15. | březen 2011   | Rimouski, Kanada               | tvrdý (h) | Vasek Pospisil     | David Rice Sean Thornley             | 6–0, 6–1                     |
| 16. | květen 2011   | Cremona, Itálie                | tvrdý     | Purav Raja         | Tomasz Bednarek Mateusz Kowalczyk    | 6–1, 6–2                     |
| 17. | červenec 2011 | Winnetka, Spojené státy        | tvrdý     | Bobby Reynolds     | Jordan Kerr Travis Parrott           | 7–6(9–7), 6–4                |
| 18. | červenec 2011 | Bogotá, Kolumbie               | antuka    | Izak van der Merwe | Juan Sebastián Cabal Robert Farah    | 7–6(7–3), 6–7(5–7), 0–0 def. |
| 19. | srpen 2011    | Vancouver, Kanada              | tvrdý     | Travis Parrott     | Jordan Kerr David Martin             | 6–2, 1–6, [16–14]            |
| 20. | listopad 2011 | Charlottesville, Spojené státy | tvrdý     | Dominic Inglot     | John Paul Fruttero Raven Klaasen     | 4–6, 6–3, [10–7]             |
| 21. | červen 2012   | Nottingham, Spojené království | tráva     | Dominic Inglot     | Jonathan Marray Frederik Nielsen     | 6–4, 6–7(9–11), [10–8]       |
| 22. | listopad 2014 | Charlottesville, Spojené státy | tvrdý (h) | Frederik Nielsen   | Lewis Burton Marcus Willis           | 3–6, 6–3, [10–2]             |
| 23. | srpen 2015    | Vancouver, Kanada              | tvrdý     | Frederik Nielsen   | Juki Bhambri Michael Venus           | 7–6(7–4), 6–7(3–7), [10–5]   |
| 24. | únor 2020     | Cleveland, Spojené státy       | tvrdý     | Nathaniel Lammons  | John-Patrick Smith Luke Saville      | 7–5, 6–2                     |
| 25. | březen 2020   | Columbus, Spojené státy        | tvrdý     | Nathaniel Lammons  | Alex Lawson Lloyd Glasspool          | 7–6(7–3), 7–6(7–4)           |
| 26. | říjen 2020    | Split, Chorvatsko              | antuka    | Nathaniel Lammons  | Hunter Reese André Göransson         | 6–4, 7–6(7–3)                |
| 27. | březen 2022   | Phoenix, Spojené státy         | tvrdý     | Denis Kudla        | Oscar Otte Jan-Lennard Struff        | 7–6(12–10), 3–6, [10–6]      |
| 28. | duben 2022    | Savannah, Spojené státy        | antuka    | Ruben Gonzales     | Čang Č’-čen Wu Tchun-lin             | 7–6(7–3), 6–4                |
| 29. | říjen 2022    | Hamburk, Německo               | tvrdý (h) | Max Schnur         | Dustin Brown Julian Lenz             | 7–6(8–6), 6–4                |